# Felix Becker
Felix Becker (Darmstadt, 9 agosto 1964) è un ex schermidore tedesco, vincitore di una medaglia d'oro, due d'argento e due di bronzo ai campionati mondiali di scherma.